# Eat to the Beat
Eat to the Beat è il quarto album del gruppo Blondie pubblicato nel 1979.

## Tracce
Lato A
1. Dreaming – 3:08 (Debbie Harry, Chris Stein)
2. The Hardest Part – 3:43 (D. Harry, C. Stein)
3. Union City Blue – 3:22 (D. Harry, Nigel Harrison)
4. Shayla – 3:58 (C. Stein)
5. Eat to the Beat – 2:40 (D. Harry, N. Harrison)
6. Accidents Never Happen – 4:15 (Jimmy Destri)

Lato B
1. Die Young Stay Pretty – 3:34 (D. Harry, C. Stein)
2. Slow Motion – 3:29 (Laura Davis, J. Destri)
3. Atomic – 4:40 (D. Harry, J. Destri)
4. Sound-A-Sleep – 4:18 (D, Harry, C. Stein)
5. Victor – 3:19 (D. Harry, Frank Infante)
6. Living in the Real World – 2:54 (J. Destri)

Bonus track della riedizione su CD del 2001
1. Die Young Stay Pretty (versione live del 31 dicembre 1979 registrata all'Apollo Theatre di Glasgow) – 3:27 (D. Harry, C. Stein)
2. Seven Rooms of Gloom (cover dei Four Tops, versione live del 31 dicembre 1979 registrata all'Apollo Theatre di Glasgow) – 2:48 (Holland-Dozier-Holland)
3. Heroes (lato B del singolo Atomic, cover di David Bowie, registrata live il 12 gennaio 1980 all'Hammersmith Odeon) – 6:19 (David Bowie, Brian Eno)
4. Ring of Fire (cover live di Johnny Cash, dalla colonna sonore ufficiale del film Roadie - La via del rock) – 3:30 (June Carter Cash, Merle Kilgore)

## Formazione
- Deborah Harry - voce
- Chris Stein - chitarra
- Frank Infante - chitarra, cori
- Nigel Harrison - basso
- Jimmy Destri - tastiere, pianoforte, sintetizzatore, cori
- Clem Burke - batteria

## Classifiche
| Paese         | Posizione più alta |
| ------------- | ------------------ |
| Austria       | 19                 |
| Canada        | 6                  |
| Danimarca     | 4                  |
| Germania      | 23                 |
| Norvegia      | 6                  |
| Nuova Zelanda | 3                  |
| Paesi Bassi   | 16                 |
| Regno Unito   | 1                  |
| Stati Uniti   | 17                 |
| Svezia        | 2                  |